# Empoli Football Club 1974-1975
Questa voce raccoglie le informazioni riguardanti l'Empoli Football Club nelle competizioni ufficiali della stagione 1974-1975.

## Rosa
| N. |                   | Ruolo | Calciatore         |
| -- | ----------------- | ----- | ------------------ |
|    | Italia (bandiera) | A     | Angelo Amadori     |
|    | Italia (bandiera) | A     | Sergio Biliotti    |
|    | Italia (bandiera) | A     | Antonio Bonaldi    |
|    | Italia (bandiera) | A     | Giuseppe Bressani  |
|    | Italia (bandiera) | D     | Giorgio Casarotto  |
|    | Italia (bandiera) | A     | Bruno Dalmo        |
|    | Italia (bandiera) | C     | Silvio Fantozzi    |
|    | Italia (bandiera) | C     | Giuliano Farinelli |
|    | Italia (bandiera) | C     | Rodrigo Ghiandi    |

| N. |                   | Ruolo | Calciatore          |
| -- | ----------------- | ----- | ------------------- |
|    | Italia (bandiera) | D     | Piero Lenzi         |
|    | Italia (bandiera) | D     | Maurizio Londi      |
|    | Italia (bandiera) | A     | Walter Novellino    |
|    | Italia (bandiera) | C     | Francesco Radio     |
|    | Italia (bandiera) | D     | Mauro Saccoccio     |
|    | Italia (bandiera) | D     | Roberto Scarpellini |
|    | Italia (bandiera) | P     | Oriano Testa        |
|    | Italia (bandiera) | D     | Benito Zanutto      |